# Bathytelesto rigida
Bathytelesto rigida is een zachte koraalsoort uit de familie Clavulariidae. De koraalsoort komt uit het geslacht Bathytelesto. Bathytelesto rigida werd in 1889 voor het eerst wetenschappelijk beschreven door Wright & Studer. 